# Liste des titres musicaux numéro un en Allemagne en 1957
Cette page liste les titres numéro un dans les meilleures ventes de disques en Allemagne pour l'année 1957 selon Media Control Charts. 
Les classements sont issus des 100 meilleures ventes de singles. Ils se déroulent du vendredi au jeudi, et sont publiés le mardi par l'industrie musicale allemande.

## Classement des singles
| №  | Date         | Artiste                             | Titre                        |
| -- | ------------ | ----------------------------------- | ---------------------------- |
| 1  | 5 janvier    | Die Sieben Raben                    | Smoky                        |
| 2  | 12 janvier   | Die Sieben Raben                    | Smoky                        |
| 3  | 19 janvier   | Caterina Valente & Silvio Francesco | Oh Billy Boy                 |
| 4  | 26 janvier   | Caterina Valente & Silvio Francesco | Oh Billy Boy                 |
| 5  | 2 février    | Lukas-Trio                          | Sei zufrieden                |
| 6  | 9 février    | Lukas-Trio                          | Sei zufrieden                |
| 7  | 16 février   | Peter Alexander                     | Ich weiß, was dir fehlt      |
| 8  | 23 février   | Peter Alexander                     | Ich weiß, was dir fehlt      |
| 9  | 2 mars       | Peter Alexander                     | Ich weiß, was dir fehlt      |
| 10 | 9 mars       | Wolfgang Sauer                      | Cindy, Oh Cindy              |
| 11 | 16 mars      | Wolfgang Sauer                      | Cindy, Oh Cindy              |
| 12 | 23 mars      | Wolfgang Sauer                      | Cindy, Oh Cindy              |
| 13 | 30 mars      | Margot Eskens                       | Cindy, Oh Cindy              |
| 14 | 6 avril      | Margot Eskens                       | Cindy, Oh Cindy              |
| 15 | 13 avril     | Margot Eskens                       | Cindy, Oh Cindy              |
| 16 | 20 avril     | Margot Eskens                       | Cindy, Oh Cindy              |
| 17 | 27 avril     | Margot Eskens                       | Cindy, Oh Cindy              |
| 18 | 4 mai        | Margot Eskens                       | Cindy, Oh Cindy              |
| 19 | 11 mai       | Margot Eskens                       | Cindy, Oh Cindy              |
| 20 | 18 mai       | Margot Eskens                       | Cindy, Oh Cindy              |
| 21 | 25 mai       | Margot Eskens                       | Cindy, Oh Cindy              |
| 22 | 1er juin     | Margot Eskens                       | Cindy, Oh Cindy              |
| 23 | 8 juin       | Freddy Quinn                        | Heimatlos                    |
| 24 | 15 juin      | Freddy Quinn                        | Heimatlos                    |
| 25 | 22 juin      | Freddy Quinn                        | Heimatlos                    |
| 26 | 29 juin      | Freddy Quinn                        | Heimatlos                    |
| 27 | 6 juillet    | Freddy Quinn                        | Heimatlos                    |
| 28 | 13 juillet   | Harry Belafonte                     | Day-O (The Banana Boat Song) |
| 29 | 20 juillet   | Harry Belafonte                     | Day-O (The Banana Boat Song) |
| 30 | 27 juillet   | Harry Belafonte                     | Day-O (The Banana Boat Song) |
| 31 | 3 août       | Harry Belafonte                     | Day-O (The Banana Boat Song) |
| 32 | 10 août      | Harry Belafonte                     | Day-O (The Banana Boat Song) |
| 33 | 17 août      | Harry Belafonte                     | Day-O (The Banana Boat Song) |
| 34 | 24 août      | Harry Belafonte                     | Day-O (The Banana Boat Song) |
| 35 | 31 août      | Harry Belafonte                     | Day-O (The Banana Boat Song) |
| 36 | 7 septembre  | Harry Belafonte                     | Day-O (The Banana Boat Song) |
| 37 | 14 septembre | Harry Belafonte                     | Day-O (The Banana Boat Song) |
| 38 | 21 septembre | Harry Belafonte                     | Day-O (The Banana Boat Song) |
| 39 | 28 septembre | Harry Belafonte                     | Day-O (The Banana Boat Song) |
| 40 | 5 octobre    | Harry Belafonte                     | Day-O (The Banana Boat Song) |
| 41 | 12 octobre   | Die Heimatsänger                    | Köhlerliesel                 |
| 42 | 19 octobre   | Die Heimatsänger                    | Köhlerliesel                 |
| 43 | 26 octobre   | Die Heimatsänger                    | Köhlerliesel                 |
| 44 | 2 novembre   | Die Heimatsänger                    | Köhlerliesel                 |
| 45 | 9 novembre   | Die Heimatsänger                    | Köhlerliesel                 |
| 46 | 16 novembre  | Vico Torriani                       | Siebenmal in der Woche       |
| 47 | 23 novembre  | Vico Torriani                       | Siebenmal in der Woche       |
| 48 | 30 novembre  | Vico Torriani                       | Siebenmal in der Woche       |
| 49 | 7 décembre   | Vico Torriani                       | Siebenmal in der Woche       |
| 50 | 14 décembre  | Vico Torriani                       | Siebenmal in der Woche       |
| 51 | 21 décembre  | Caterina Valente                    | Wo meine Sonne scheint       |
| 52 | 28 décembre  | Caterina Valente                    | Wo meine Sonne scheint       |